# Oldřich Říha
Oldřich Říha (* 18. května 1948 Praha) je český hudebník, frontman české rockové skupiny Katapult.
Říha se narodil v Praze, kde také vyrůstal. V mládí se věnoval sportu, do té doby než se u něj projevil intenzivní zájem o hudbu. Svoji hudební kariéru započal již v roce 1963, kdy postupně hrál ve skupinách Meteor, Shadows, Memphis, Black Stars, Flemings, Lylis, Sinners, Cathedral a Mahagon. František Ringo Čech jej v roce 1972 přivedl do vlastní skupiny Shut Up, kde se u mikrofonu střídali zpěváci Viktor Sodoma a Jiří Schelinger. Říha ve skupině setrval až do roku 1975, poté se vrátil do skupiny Mahagon, ve které hrál se svým dlouholetým kamáradem Jiřím „Dědkem“ Šindelářem.
Po přejmenování skupiny na Katapult se frontman Říha stal autorem takřka veškerého hudebního materiálu skupiny a měl tak výrazný podíl na úspěších skupiny, za které se rozhodně dají považovat dvě vítězství v anketě Zlatý slavík (1979, 1980), prodej přes 1.000.000 nosičů hudby či koncerty s legendárními kapelami Deep Purple, Sweet, Slade, Status Quo. 
Byl samozřejmě i přitom, kdy skupina měla zákaz vydávat desky, koncertovat, vystupovat v televizi, hrát v rádiích a nesmělo se o ní ani psát v tisku. Říha se vždy snažil s těmito zákazy bojovat a když mu to nevyšlo, tak alespoň vydával singly pod svým jménem, i když je samozřejmě natáčel se svými kolegy ze skupiny.
Roku 2011 účinkoval v hudebním dokumentu Rock života, kde se musel vyrovnávat se smrtí svého celoživotního přítele a kolegy Jiřího „Dědka“ Šindelářa a zároveň postavit Katapult od nuly.
V roce 2007 byl jako člen skupiny Katapult uveden do Beatové síně slávy, posléze v kategorii "osobnost" roku 2022. V roce 2016 byl uveden do Dvorany slávy Plzeňského kraje.

## Hudební kariéra
- 1963–1964 postupně skupiny Meteor, Shadows a Memphis
- 1964–1967 skupina Black Stars
- 1967–1969 postupně skupiny Sinners, Flemigs, Lylis a opět Sinners
- 1970 skupina Blues Session
- 1970–1971 skupina Cathedral
- 1971–1972 skupina Mahagon
- 1972–1974 Skupina F.R. Čecha a Viktor Sodoma
- 1974–1975 Skupina F.R. Čecha a Jiří Schelinger
- 1975 – Skupina Aleše Ulma
- 1975 – opět Mahagon
- 1975 – dodnes skupina Katapult

## Diskografie
Olda Říha & Šedous
- No Vocal! (1996)

Katapult
- 2006 (1980)
- Rock de Luxe (1986)
- …a co rock 'n' roll !!! (1989)
- Taste Of Freedom (1991)
- Chodníkový blues (1995)
- Konec srandy (1999)
- Všechno nebo nic (2005)
- Radosti života (2010)
- Kladivo na život (2016)
- Nostalgia (2023)